# 人頭豆腐湯
《人頭豆腐湯》（英語：There is a Secret in My Soup）是一部由楊志堅執導，陳昭昭、周家如、湯盈盈、張詠妍、吳岱融、海俊傑、邵傳勇、王敏德主演的香港電影，2001年1月5日至17日在新寶院線上映。改編至1999年轟動全香港的Hello Kitty藏屍案。此片因为过度的裸露以及血腥暴力画面而被快手、 bilibili、 抖音等视频平台封杀。

## 背景及製作
《人頭豆腐湯》以1999年香港發生的Hello Kitty藏屍案為藍本，2000年12月10日開始拍攝工作，曾於案發現場取景拍攝，在首天拍攝時遇上停電，須另覓場地拍攝。此電影以受害人遭到兇手施虐及肢解為重點情節，當中涉及祼露、血腥及暴力場面，在香港電影分級制度中評為第III級，只准18歲或以上人士觀看，宣傳海報原先的設計為演員手拿骨頭及將人頭放在鍋子內，但被指過於恐怖、噁心，為免遭到電影、報刊及物品管理辦事處投訴，監製劉俊輝要求設計另一款血腥味較淡的宣傳海報。

## 故事簡介
此電影以倒敘方式呈現，由警司（王敏德飾演）率領警員到案發現場調查揭開序幕，故事講述任職舞女的美琪（陳昭昭飾演）因與男友決裂而失去唯一的庇護所，獲好友阿佩（湯盈盈飾演）收留並在阿佩的男友阿樂（吳岱融飾演）的公寓中賣淫維生。有一天，美琪因外婆病重，急需用錢，取去阿樂的存款，阿樂知悉後十分憤怒，找來阿榮（邵傳勇飾演）和阿勇（海俊傑飾演）一起綁架並禁錮美琪，美琪被他們施虐致死。阿樂提議將美琪的遺體肢解及棄置，包括把肢體及頭顱放進鍋子裡煮成人頭豆腐湯及將頭顱藏在吉蒂貓洋娃娃內，阿榮的女友（張詠妍飾演）其後感到悔疚和恐懼，決定到警署自首。

## 演员
| 角色 | 演員   | 粵語配音 | 原型   | 备注                      |
| 警司 | 王敏德 | 葉振聲   |        | hello kitty藏屍案負責警司 |
| 美琪 | 陳昭昭 |          | 樊敏儀 | 該案死者，阿佩好友        |
| 阿樂 | 吳岱融 | 葉振聲   | 陳文樂 | 阿佩丈夫，該案第一被告    |
| 阿祖 | 海俊傑 | 羅偉傑   | 梁勝祖 | 該案第二被告              |
| 阿勇 | 邵傳勇 |          | 梁偉倫 | 該案第三被告              |
| 阿佩 | 湯盈盈 |          |        | 阿樂妻子                  |
| 嫖客 | 陳仲維 |          |        | 客串                      |

## 反響
2000年12月28日，設計及生產吉蒂貓的三麗鷗（香港）有限公司發出聲明，強調吉蒂貓象徵「人類間的尊重和友愛」，以「愛、友誼和幸福」為核心，表示沒有授權電影公司使用吉蒂貓拍電影，公司不會接受所設計的卡通人物形象被有關影片利用，亦不會支援有關電影的製作，認為案件是一宗悲劇，不應作牟利之用，表示不排除會採取法律行動。有律師表示，電影公司雖然可以購買正版的吉蒂貓洋娃娃作拍攝之用，但在沒有授權下將有吉蒂貓洋娃娃的電影向公眾播放，有可能侵犯版權及遭到民事索償，如果電影公司使用冒牌產品作拍攝之用，侵權問題更為嚴重。電影公司拒絕就三麗鷗的聲明作出評論，電影在上映及發行影碟時，所有吉蒂貓洋娃娃的鏡頭均以馬賽克或閃爍效果遮蓋。